# Ancala nilotica
Ancala nilotica är en tvåvingeart som först beskrevs av Austen 1906.  Ancala nilotica ingår i släktet Ancala och familjen bromsar. Inga underarter finns listade i Catalogue of Life.